# Серафим (Джоджуа)
Митрополи́т Серафи́м (греч. მიტროპოლიტი სერაფიმე, в миру Тамаз Ильич Джоджуа, груз. თამაზ ილიას ძე ჯოჯუა; 15 февраля 1961, Сухуми, Грузинская ССР) — епископ Грузинской православной церкви на покое, митрополит Боржомский и Бакурианский.

## Биография
Родился в 1961 году в Сухуми в интеллигентной семье. По собственным воспоминаниям: «Отец был главным геологом, мама работала провизором в республиканской аптеке в Сухуми. Понятия о Боге и о вере у меня были от матери, поскольку отец был неверующим. Но он никогда не осуждал священничества, не позволял себе бранных слов о Церкви, не принимал участия в разрушении храмов».
В мае 1991 года поступил в монастырь; 28 августа 1992 года принял монашество с именем Серафим в честь преподобного Серафима Саровского.
В том же году принял священный сан и стал наместником Фокинского монастыря. По собственным воспоминаниям: «Раньше в нём располагались трудовая артель, дом инвалидов. Все полуразрушено и мы жили в вагончиках. Не было ни храма, ни утвари, ни обилия икон. Один вагон приспособили под храм, в другом — наша келья. Вот так подвизались. Начинали строительство монастыря — на свой страх и риск».
20 апреля 1995 года в кафедральном соборе Светицховели состоялась его епископская хиротония.
28 ноября 2000 года возведён в сан архиепископа.
17 ноября 2002 года титуловался Боржомским и Бакурианским.
25 декабря 2007 года награждён Орденом Святого Георгия.
18 ноября 2009 года возведён в сан митрополита.
25 апреля 2016 года согласно прошению был освобождён от управления епархией. Временное управление епархией было возложено на митрополита Тао-Кларджетского Феодора.